# Mistrovství Evropy ve florbale 1994
Mistrovství Evropy ve florbale 1994 byl první ročník mistrovství Evropy ve florbale. Konalo se ve Finsku v Helsinkách v roce 1994.
Mistrovství se zúčastnilo všech osm tehdejších členských zemí IFF.
Zvítězilo Švédsko. Česko skončilo na šestém místě.

## Základní část

### Skupina A
| Poř. | Tým     | Z | V | R | P | VG | IG | +/- | B |
| ---- | ------- | - | - | - | - | -- | -- | --- | - |
| 1.   | Finsko  | 3 | 3 | 0 | 0 | 23 | 5  | +18 | 6 |
| 2.   | Švédsko | 3 | 2 | 0 | 1 | 42 | 8  | +34 | 4 |
| 3.   | Rusko   | 3 | 1 | 0 | 2 | 5  | 22 | -17 | 2 |
| 4.   | Dánsko  | 3 | 0 | 0 | 3 | 6  | 41 | -35 | 0 |

| 9. května 1994 16:30 | Dánsko | 1 : 13 (0:4, 1:5, 0:4) | Finsko | Novahalli, Helsinky Návštěvnost: 452 |  |

| Zpráva |

| 9. května 1994 19:00 | Rusko | 1 : 14 (1:3, 0:6, 0:5) | Švédsko | Novahalli, Helsinky |  |

| Zpráva |

| 10. května 1994 14:00 | Dánsko | 2 : 24 (0:10, 0:8, 2:6) | Švédsko | Novahalli, Helsinky |  |

| Zpráva |

| 10. května 1994 16:30 | Finsko | 5 : 0 (1:0, 3:0, 1:0) | Rusko | Novahalli, Helsinky |  |

| Zpráva |

| 11. května 1994 14:00 | Dánsko | 3 : 4 (0:0, 1:3, 2:1) | Rusko | Novahalli, Helsinky Návštěvnost: 304 |  |

| Zpráva |

| 12. května 1994 17:00 | Švédsko | 4 : 5 (1:0, 2:2, 1:3) | Finsko | Novahalli, Helsinky Návštěvnost: 1117 |  |

| Zpráva |

### Skupina B
| Poř. | Tým       | Z | V | R | P | VG | IG | +/- | B |
| ---- | --------- | - | - | - | - | -- | -- | --- | - |
| 1.   | Švýcarsko | 3 | 3 | 0 | 0 | 15 | 2  | +13 | 6 |
| 2.   | Norsko    | 3 | 2 | 0 | 1 | 13 | 9  | +4  | 4 |
| 3.   | Česko     | 3 | 1 | 0 | 2 | 10 | 10 | 0   | 2 |
| 4.   | Maďarsko  | 3 | 0 | 0 | 3 | 2  | 19 | -17 | 0 |

| 9. května 1994 13:30 | Norsko | 7 : 2 (3:0, 2:1, 2:1) | Maďarsko | Novahalli, Helsinky |  |

| Zpráva |

| 10. května 1994 19:00 | Švýcarsko | 5 : 1 (4:1, 1:0, 0:0) | Česko | Novahalli, Helsinky |  |

| Zpráva |

| 11. května 1994 16:30 | Maďarsko | 0 : 7 (0:2, 0:4, 0:1) | Švýcarsko | Novahalli, Helsinky |  |

| Zpráva |

| 11. května 1994 18:58 | Česko | 4 : 5 (2:2, 1:1, 1:2) | Norsko | Novahalli, Helsinky Návštěvnost: 384 |  |

| Zpráva |

| 12. května 1994 14:00 | Švýcarsko | 3 : 1 (2:1, 1:0, 0:0) | Norsko | Novahalli, Helsinky Návštěvnost: 780 |  |

| Zpráva |

| 12. května 1994 19:30 | Maďarsko | 0 : 5 (0:1, 0:2, 0:2) | Česko | Novahalli, Helsinky Návštěvnost: 182 |  |

| Zpráva |

## O medaile

### Pavouk
|  | Semifinále | Semifinále | Semifinále |  |  | Finále      | Finále      | Finále      |
|  |            |            |            |  |  |             |             |             |
|  | 1A         | Finsko     | 9          |  |  |             |             |             |
|  | 2B         | Norsko     | 1          |  |  |             |             |             |
|  |            |            |            |  |  |             | Finsko      | 1           |
|  |            |            |            |  |  |             | Švédsko     | 4           |
|  | 1B         | Švýcarsko  | 2          |  |  |             |             |             |
|  | 2A         | Švédsko    | 7          |  |  | Třetí místo | Třetí místo | Třetí místo |
|  |            |            |            |  |  |             | Norsko      | 2           |
|  |            |            |            |  |  |             | Švýcarsko   | 4           |

### Semifinále
| 13. května 1994 16:30 | Finsko | 9 : 1 (1:0, 5:1, 3:0) | Norsko | Novahalli, Helsinky Návštěvnost: 936 |  |

| Zpráva |

| 13. května 1994 19:01 | Švýcarsko | 2 : 7 (1:2, 1:1, 0:4) | Švédsko | Novahalli, Helsinky Návštěvnost: 953 |  |

| Zpráva |

### O 3. místo
| 14. května 1994 11:31 | Norsko | 2 : 4 (1:0, 1:1, 0:3) | Švýcarsko | Novahalli, Helsinky Návštěvnost: 1079 |  |

| Zpráva |

### O 1. místo
| 14. května 1994 14:03 | Finsko | 1 : 4 (1:2, 0:2, 0:0) | Švédsko | Novahalli, Helsinky Návštěvnost: 1427 |  |

| Zpráva |

## O umístění

### O 7. místo
| 13. května 1994 11:03 | Dánsko | 3 : 1 (1:0, 1:0, 1:1) | Maďarsko | Novahalli, Helsinky |  |

| Zpráva |

### O 5. místo
| 13. května 1994 14:00 | Česko | 5 : 6ts (2:2, 0:3, 3:0, 0:0) | Rusko | Novahalli, Helsinky Návštěvnost: 407 |  |

| Zpráva |

## Konečná tabulka
| Pořadí           | Tým       |
| ---------------- | --------- |
| Zlatá medaile    | Švédsko   |
| Stříbrná medaile | Finsko    |
| Bronzová medaile | Švýcarsko |
| 4.               | Norsko    |
| 5.               | Rusko     |
| 6.               | Česko     |
| 7.               | Dánsko    |
| 8.               | Maďarsko  |

Přestože Maďarsko skončilo poslední, nesestupovalo, protože na dalším mistrovství Evropy se počet účastníků zvýšil z 8 na 11.